# Петропавловский собор (Луганск)
Свято-Петропавловский собор — православный храм в Каменнобродском районе Луганска, кафедральный собор Луганской епархии Украинской православной церкви Московского патриархата.

## История

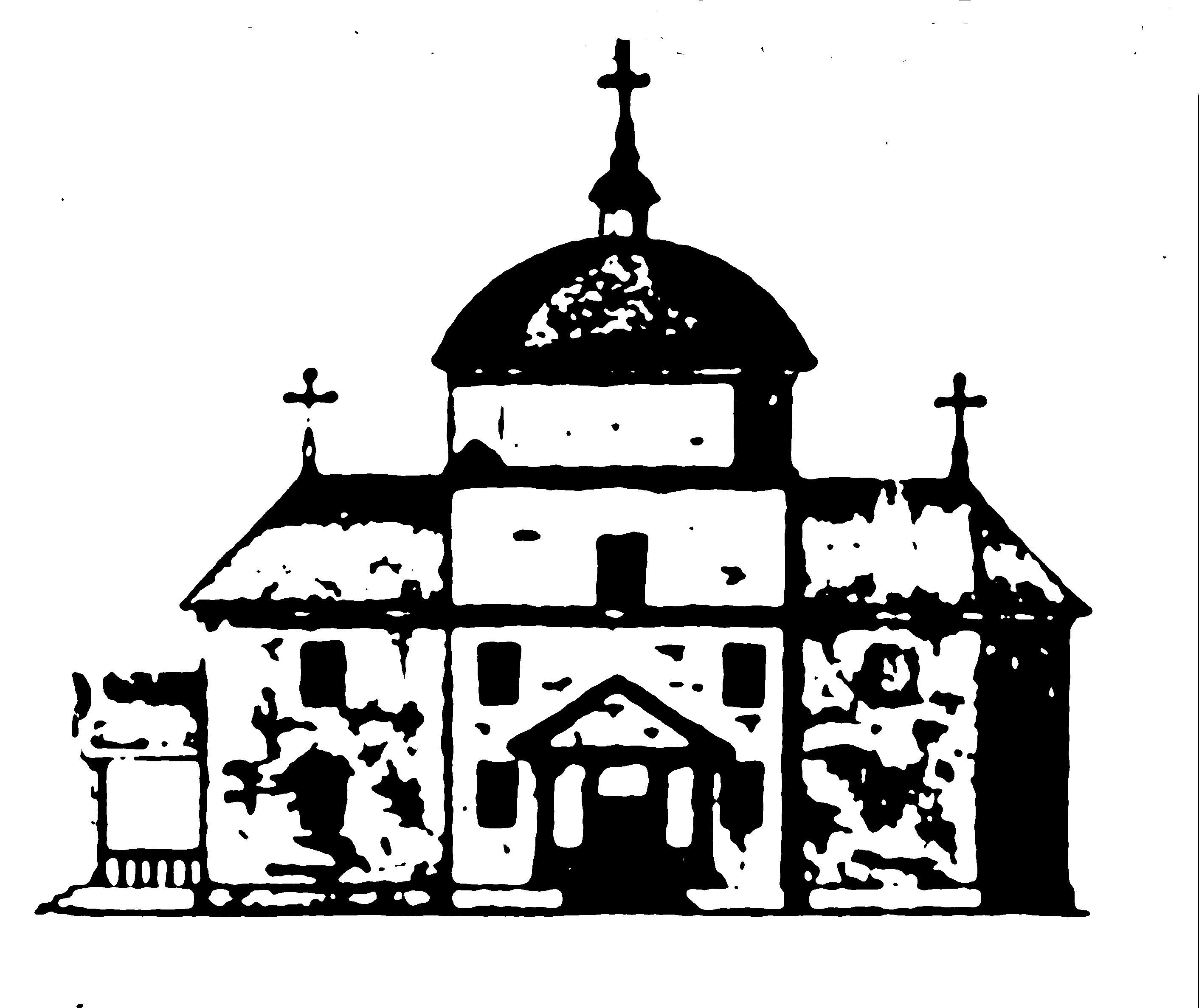
Схема Петропавловского собора в 18-м веке

В 1761 году в селе Каменный Брод Белгородский епископ Иоасаф освятил будущие место строительства, где вскоре был основан деревянный храм.
В 1793 году деревянная церковь построена заново на том же месте, в 1795 году освящена.
В 1905 году на средства прихожан был возведён каменный храм, а также построена колокольня и приделы в честь Покрова Богородицы и Сретение Господня.
В 1926 году власти отдали церковь Украинской соборно-епископской церкви.
Улицу Петропавловскую, где находился собор, переименовали в улицу Артёма.
В 1929 году атеисты попросили у ВУЦИК: закрыть храм, и вместо неё построить школу.
20 декабря 1929 года собор закрыли, и здание отдали Союзу воинствующих безбожников.
Весь иконостас попал в городской совет, а все колокола отдали в «Рудметалторг».
В церкви устроили киноклуб «Безбожник». В 1935 году разрушили колокольню и купол.
В августе 1942 года в храм вернули богослужения.
После Великой Отечественной войны в соборе проводились архиерейские службы.
С 6 марта 1950 года Петропавловская церковь — кафедральный собор Ворошиловградской(Луганской) области.
С 1990-х годов началось реставрация церкви. Восстановили колокольню и купол церкви. К собору присоединили часовню во имя Георгия Победоносца, которая находится возле управления МВД Украины около Луганска.
С 2006 года и до отставки митрополита Иоанникия в 2012 году кафедральным собором Луганской области был Владимирский собор.

## Архитектура и интерьер
В 1905 году к собору присоединили колокольню и три престола.
В 1930-х годах в церкви висело 89 икон. Большинство из них написано Иваном Яковлевичем Новаковичем, который работал председателем приходского совета в Петропавловской церкви.
Уже в 1948 году в храме висело 109 икон.

## Приход
В 1782 году при храме действовало 200 приходских дворов.
В 1782 году в собор ходило около 600 постоянных жителей.
При церкви действует воскресная школа.